# Poikilacanthus pansamalanus
Poikilacanthus pansamalanus är en akantusväxtart som först beskrevs av Donn.-sm., och fick sitt nu gällande namn av D.N. Gibson. Poikilacanthus pansamalanus ingår i släktet Poikilacanthus och familjen akantusväxter. Inga underarter finns listade i Catalogue of Life.